# Румынские железные дороги

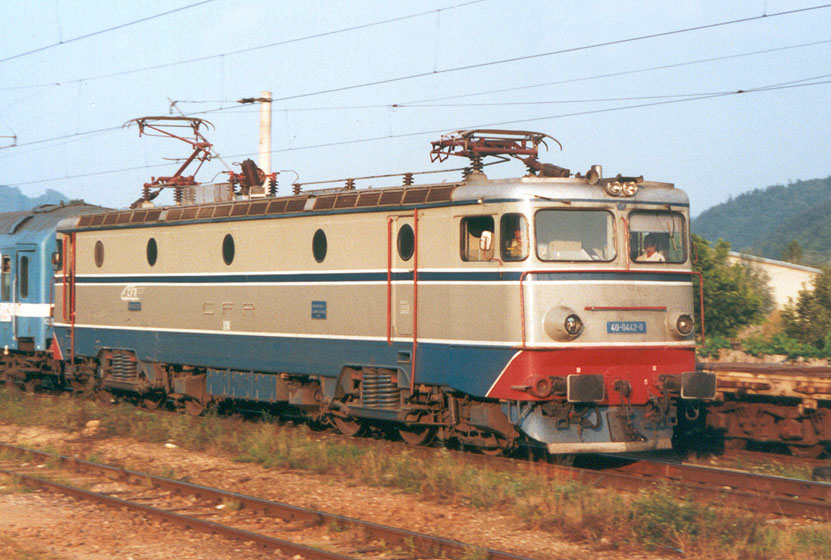
Электровоз на железных дорогах Румынии

Румынские железные дороги (рум. Căile Ferate Române) — румынская железнодорожная компания, один из основных видов транспорта в Румынии.
Протяжённость железных дорог Румынии — 11 343 км, в том числе 3654 км электрифицированы (37 %) на переменном токе (25 кВ, 50 Гц). Ширина колеи в стране — 1435 мм, имеются также участки 1520 мм и 1000 мм.
Дорога граничит с железными дорогами Украины (Львовская железная дорога Укрзализныци), железными дорогами Молдавии (Calea Ferată din Moldova), железными дорогами Сербии (Železnice Srbije), железными дорогами Венгрии (Magyar Államvasútak), железными дорогами Болгарии (БДЖ).
Основные станции и узлы железнодорожной сети Румынии: Яссы, Бухарест, Констанца, Галац, Ремница.
На румынских железных дорогах работают операторы Grup Feroviar Român, CFR Marfă. Ремонтом и модернизацией подвижного состава румынских железных дорог занимается компания Remar.

## История
Первая в Румынии железная дорога протяженностью 62,5 км была проведена в 1854 году в Банате между городом Оравица и дунайским портом в селе Базьяш. Так как в то время Банат принадлежал Австрии, то с 12 января 1855 года она управлялась Австро-Венгерской государственной железнодорожной компанией. Движение пассажирских поездов по этой дороге открылось после некоторых усовершенствований с 1 ноября 1856 года, до этого она использовалась лишь для перевозки угля.
Между 1864 г. и 1880 г. было построено несколько железных дорог на территории Объединённого княжества Валахии и Молдавии, которое с 1866 года стало называться Румынией. Английская компания John Trevor-Barkley 1 сентября 1865 года начала строительство дороги Бухарест — Джурджу. Движение началось 26 августа 1869 г., эта линия стала первой железной дорогой, построенной непосредственно на тогдашней территории Румынии.
В сентябре 1866 года парламент княжества одобрил план строительства дороги протяжённостью 915 км, от села Вырчорова на юге до города Роман на севере. Железная дорога прошла через Питешти, Бухарест, Бузэу, Брэила, Галац и Текуч — самые крупные города в княжестве на то время. Стоимость строительства составила 270 000 золотых франков за километр, строил немецкий консорциум Strousberg. Линия была открыта в несколько этапов. Первая часть, Питешти — Бухарест — Галац — Роман, открылась 13 сентября 1872 года, маршрут Вырчорова — Питешти — 9 мая 1878 года. Дорога Вырчорова — Роман стала важной частью румынской железнодорожной инфраструктуры как для связи краёв княжества, так и для перевозки пассажиров и грузов между крупными городами страны.
В молдавской части княжества первая линия длиной 102,5 км открылась 3 (15) сентября 1869 года, связав Роман и город Сучава.
10 сентября 1868 года открылся Северный вокзал Бухареста.
В январе 1880 года парламент Румынии проголосовал перевести линию Вырчорова — Роман из-под частного управления консорциума Strousberg под национальную администрацию, образовав государственное учреждение Румынские железные дороги, которые и существуют до сих пор.

## Подвижной состав
Поезда делятся на следующие категории:
- R (Regio, рум. Региональные), ранее P (Personal) — пригородные поезда, аналоги Российских электропоездов. Поезда этой категории самые медленные (34 км/ч по состоянию на 2004 год) и имеют наименее удобный подвижный состав, но, тем не менее, больше всех распространены на территории страны. Они останавливаются на каждой станции.
- IR (InterRegio, рум. Междурегиональные), ранее A (Acelerat рум. Скорые) — поезда дальнего следования, останавливающиеся только на крупных станциях или станциях с большим пассажиропотоком.
- R (Rapid) — скорые поезда, имевшие большую скорость и лучшие вагоны. В 2011 категория ликвидирована, а поезда такого типа вошли в состав IR.
- IC (InterCity) — очень редкая категория, ликвидированная в 2015 году.
- EC (EuroCity) — межъевропейские скоростные поезда, проходившие по территории Румынии до 2011 года.
- «Анри Коанда-экспресс» — скоростной пригородный поезд. Аналог российского Аэроэкспресса, открытый в марте 2009 года и следующий по маршруту Бухарест-Норд — Аэропорт имени Анри Коанды.[3]

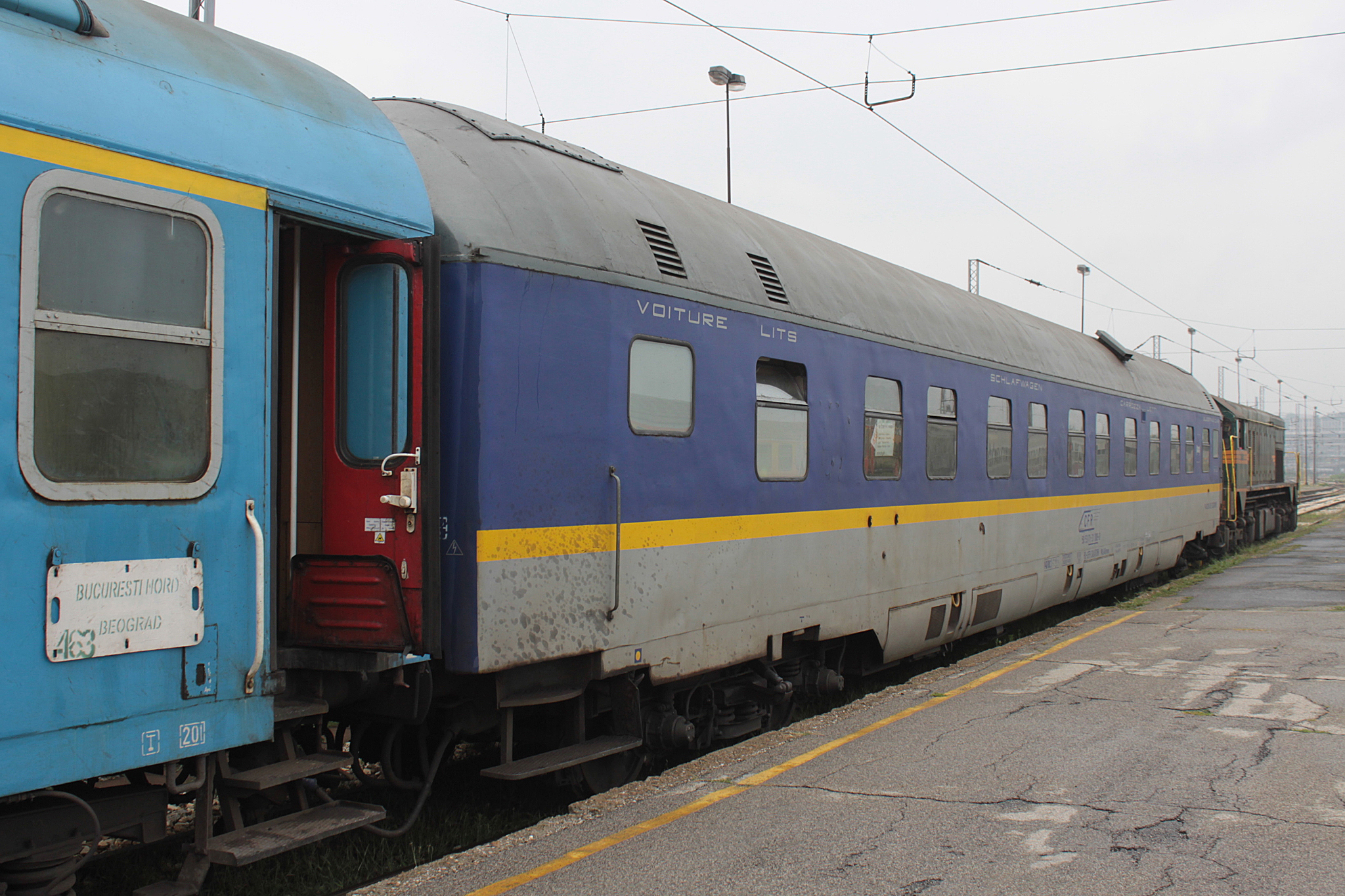
Вагон класса R в Белграде

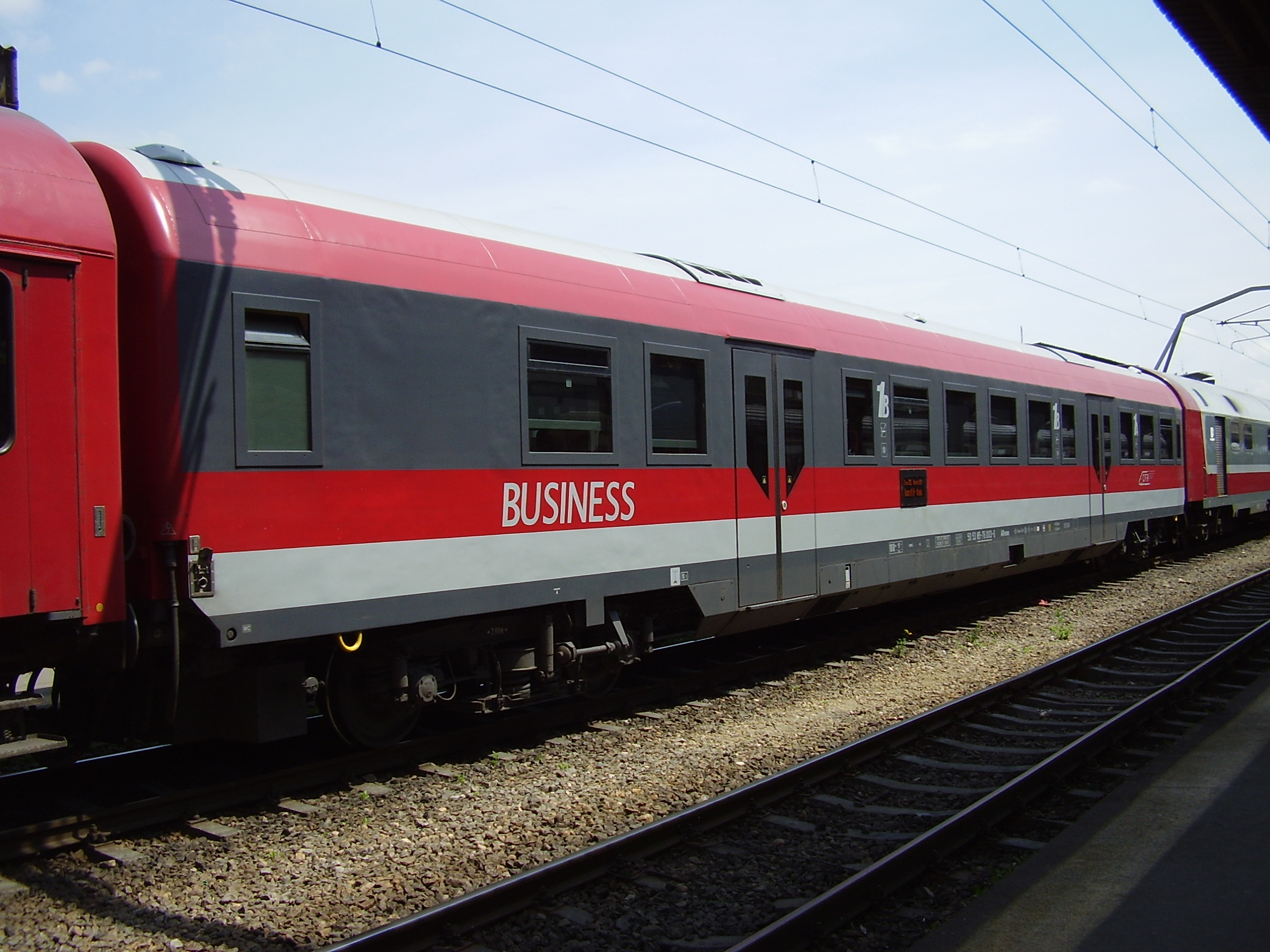
Вагон бизнес-класса

Вагоны делятся на I, II и бизнес-классы.